# Фрідріх-Георг Геррле
Фрідріх-Георг Геррле (нім. Friedrich-Georg Herrle; 13 серпня 1910, Нойштадт — 4 травня 1945, Балтійське море) — німецький офіцер-підводник, оберлейтенант-цур-зее резерву крігсмаріне (1 лютого 1943). Кавалер Німецького хреста в золоті.

## Біографія
В грудні 1939 року вступив на флот. З серпня 1940 по січень 1941 року пройшов підготовку в 1-й флотилії підводних човнів. З 20 квітня 1941 року — 2-й вахтовий офіцер на підводному човні U-84. З серпня по 17 листопада 1942 року пройшов курс командира човна. З 18 грудня 1942 по 1 грудня 1944 року — командир U-307, на якому здійснив 9 походів (разом 275 днів у морі), з 2 грудня 1944 по 31 січня 1945 року — U-312, на якому здійснив 1 похід (14 грудня 1944 — 4 січня 1945), з квітня 1945 року — U-393. 4 травня U-393 був важко пошкоджений американськими бомбардувальниками і наступного дня затоплений командою біля Фленсбурга. Геррле і ще 1 член екіпажу загинули.
Всього за час бойових дій потопив 2 кораблі загальною водотоннажністю 7226 тонн.
| Дата           | Назва корабля     | Тип               | Тоннаж | Вантаж                  | Екіпаж | Загинули | Країна   | Конвой |
| -------------- | ----------------- | ----------------- | ------ | ----------------------- | ------ | -------- | -------- | ------ |
| 30 квітня 1944 | William S. Thayer | Торговий пароплав | 7,176  | Баласт (950 тонн піску) | 234    | 43       | США      | RA-59  |
| 18 серпня 1944 | Lennox            | Моторний човен    | 50     |                         | 3      | 0        | Норвегія |        |

## Нагороди
- Залізний хрест 2-го і 1-го класу
- Нагрудний знак підводника
- Німецький хрест в золоті (11 травня 1944)